# Piotr Przyłucki

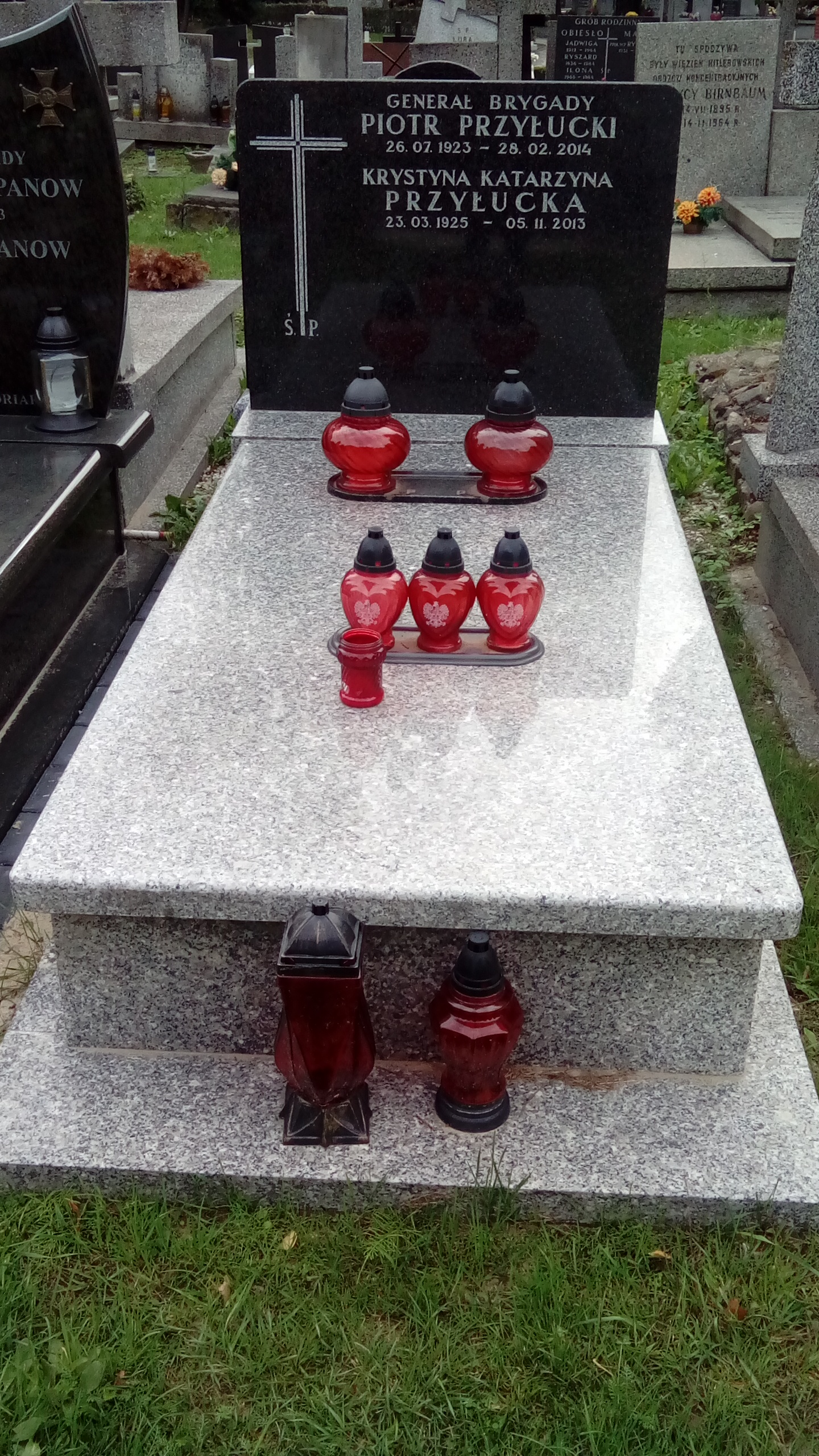
Grób Piotra Przyłuckiego i jego żony Krystyny na Cmentarzu Wojskowym na Powązkach

Piotr Przyłucki (ur. 26 lipca 1923 w Kamiennej Górze, zm. 28 lutego 2014 w Warszawie) – generał brygady ludowego Wojska Polskiego.

## Życiorys
Piotr Przyłucki urodził się 26 lipca 1923 w Kamiennej Górze, w ówczesnej gminie Kustyń powiatu rówieńskiego. Pochodził z rodziny ziemiańskiej. Do 1939 skończył 3 klasy gimnazjum w Równem.
Od 1943 członek AK w Równem. W lutym 1944 wstąpił do Wojska Polskiego i został wcielony do Zapasowego Pułku Piechoty w Sumach. W grudniu 1944 ukończył Centralną Szkołę Podchorążych w Riazaniu i został promowany na stopień podporucznika w korpusie oficerów broni pancernej przez komendanta szkoły gen. bryg. Michała Jurkina. Po powrocie do kraju dowodził plutonem w Oficerskiej Szkole Broni Pancernej w Chełmie, a od 1946 został dowódcą kompanii podchorążych. W 1947 skończył w stopniu kapitana kurs doskonalący dla oficerów broni pancernej w Modlinie. Tam też ukończył gimnazjum i liceum dla dorosłych. Zastępca szefa sztabu – oficer taktyczno-szkoleniowy, a od 1948 szef sztabu 9 Pułku Czołgów w Szczecinie. W latach 1948–1951 był słuchaczem Akademii Sztabu Generalnego WP w Rembertowie. Od 1952 roku, w stopniu majora, był współorganizatorem i szefem sztabu 19 Dywizji Zmechanizowanej w Torzymiu. Od 1955 zastępca szefa Oddziału Operacyjnego, a od 1956 szef Oddziału Operacyjnego w Szefostwie Wojsk Pancernych w Warszawie. Następnie był szefem sztabu Szefostwa Wojsk Pancernych. W latach 1960–1962 był słuchaczem Wojskowej Akademii Sztabu Generalnego Sił Zbrojnych ZSRR im. K. Woroszyłowa w Moskwie. Studia ukończył z wynikiem bardzo dobrym i po powrocie do kraju został wyznaczony na stanowisko dowódcy 16 Kaszubskiej Dywizji Pancernej w Elblągu. 29 września 1966 roku na mocy uchwały Rady Państwa PRL awansowany na generała brygady. Nominację wręczył mu w Belwederze przewodniczący Rady Państwa PRL Edward Ochab. Zainicjował i kierował budową pomnika ofiar Stutthofu w Sztutowie w latach 1967–1968. Dowodzona przez niego dywizja była trzykrotnie wyróżniana w dyrektywach szkoleniowych MON. W 1968 roku został zastępcą dowódcy Pomorskiego Okręgu Wojskowego do spraw liniowych w Bydgoszczy. W okresie od czerwca do września 1975 roku był także dowódcą 20 Dywizji Pancernej w Szczecinku. W latach 1976–1986 był dyrektorem Departamentu Wojskowego w Ministerstwie Leśnictwa i Przemysłu Drzewnego, a w latach 1986–1987 dyrektorem Departamentu Spraw Obronnych Ministerstwa Rolnictwa, Leśnictwa i Gospodarki Żywnościowej. 15 marca 1988 pożegnany przez ministra obrony narodowej gen. armii Floriana Siwickiego w związku z zakończeniem zawodowej służby wojskowej i z dniem 25 marca 1988 przeniesiony w stan spoczynku. W stanie spoczynku, w latach 1988–1989 był doradcą Generalnego Dyrektora Zjednoczonych Zakładów Igloopol w Dębicy.
Podczas służby w Dowództwie i Szefostwie Wojsk Pancernych był członkiem Komitetu Technicznego MON. Był także współredaktorem „Przeglądu Wojsk Pancernych” oraz członkiem Komitetu Redakcyjnego „Przeglądu Wojsk Lądowych”. W stanie spoczynku działacz Związku Kombatantów RP i Byłych Więźniów Politycznych oraz Klubu Generałów Wojska Polskiego, Klubu Riazańczyków, Klubu Absolwentów Akademii Sztabu Generalnego WP i Akademii Obrony Narodowej. Pochowany na wojskowych Powązkach (kwatera FIII-5-7).

## Awanse
- podporucznik – 1944
- porucznik – 1945
- kapitan – 1947
- major – 1951
- podpułkownik – 1955
- pułkownik – 1960
- generał brygady – 1966

## Życie prywatne
Był synem Pawła i Petroneli z Kossarzeckich. Mieszkał w Warszawie. Żonaty z Krystyną Katarzyną (1925-2013), miał syna i córkę.

## Ordery i odznaczenia
- Order Sztandaru Pracy I klasy (1987)
- Order Sztandaru Pracy II klasy (1968)
- Krzyż Komandorski Orderu Odrodzenia Polski (1980)
- Krzyż Oficerski Orderu Odrodzenia Polski (1963)
- Krzyż Kawalerski Orderu Odrodzenia Polski (1955)
- Medal za Warszawę 1939–1945 (1946)
- Medal za Odrę, Nysę, Bałtyk (1946)
- Medal 10-lecia Polski Ludowej
- Medal 30-lecia Polski Ludowej
- Medal 40-lecia Polski Ludowej
- Medal „Za udział w walkach o Berlin” (1970)
- Medal Komisji Edukacji Narodowej (1975)[4]
- Złoty Medal „Siły Zbrojne w Służbie Ojczyzny” (1968)
- Srebrny Medal Siły Zbrojne w Służbie Ojczyzny
- Brązowy Medal Siły Zbrojne w Służbie Ojczyzny
- Złoty Medal „Za zasługi dla obronności kraju” (1973)
- Srebrny Medal Za zasługi dla obronności kraju
- Brązowy Medal Za zasługi dla obronności kraju
- Złoty Krzyż Za zasługi dla ZK RP i BWP (1998)
- Złota Odznaka „Zasłużony Działacz Kultury Fizycznej” (1974)
- Złota Odznaka „Za Zasługi dla Obrony Cywilnej” (1986)
- Odznaka Honorowa Polskiego Czerwonego Krzyża I stopnia (1980)
- Złota Odznaka „Za zasługi dla rozwoju przemysłu maszynowego” (1978)
- Odznaka „Zasłużony dla Leśnictwa i Przemysłu Drzewnego” (1978)
- Medal „Za zasługi dla Pomorskiego Okręgu Wojskowego” (1970)[5]
- Order Wojny Ojczyźnianej I stopnia (ZSRR) (1968)
- Medal „Za zwycięstwo nad Niemcami w Wielkiej Wojnie Ojczyźnianej 1941–1945” (ZSRR) (1946)
- Medal jubileuszowy „Dwudziestolecia zwycięstwa w Wielkiej Wojnie Ojczyźnianej 1941–1945” (ZSRR) (1972)
- Medal jubileuszowy „60 lat Sił Zbrojnych ZSRR” (1978, ZSRR)
- Odznaki zasłużonego dla Ziemi Gdańskiej, województwa poznańskiego, województwa koszalińskiego, województwa szczecińskiego, województwa bydgoskiego oraz dla miasta Elbląga[6].